# برند گایسه
برند گایسه (آلمانی: Bernd Giese؛ زادهٔ ۲ ژوئن ۱۹۴۰) یک شیمی‌دان اهل آلمان است.